# Hôtel Westin Excelsior Rome
Pour les articles homonymes, voir Westin (homonymie).
L'hôtel Westin Excelsior Rome est un hôtel de luxe situé sur la Via Veneto à Rome en Italie.
Il a ouvert en 1906.

## Histoire
L'Hôtel Excelsior a ouvert ses portes le 17 janvier 1906. Il a été construit par les Actiengesellschaft für Hotelunternehmungen, basée à Lucerne, en Suisse. L'hôtel a ensuite été vendu dans les années 1920 à CIGA, les Grands Hôtels de la Société Italienne, une chaîne de luxe italienne. En 1944, l'hôtel est devenu le siège provisoire du Général Mark Clark après que l'Armée américaine est entrée à Rome.
L'Aga Khan a acheté CIGA en 1985, puis l'a revendu à Sheraton Hotels en 1994, qui a placé l'Excelsior dans leur Collection de Luxe. En 1998, le Sheraton a été vendu aux Hôtels Starwood, et l'Excelsior a été transféré à leur division Hôtels Westin, rebaptisé Westin Excelsior Rome.
L'hôtel a été entièrement rénové en 2000. Starwood a vendu l'hôtel au Qatar en 2015 pour 222 Millions d'euros.

## Dans la culture populaire
L'hôtel a accueilli les acteurs et l'équipe de tournage de Ben-Hur en 1959. La Dolce Vita a été tourné autour de l'hôtel en 1960 et Deux Semaines dans une Autre Ville a été tourné dans l'hôtel en 1962. Des séquences de la minisérie Les Vents de La Guerre ont été filmés en 1983 dans l'hôtel, ainsi que dans une scène du film musical de 2009 Neuf.
L'hôtel est marqué par son imposante coupole, et par les deux étages de la Villa la Coupole, une suite située au cinquième et sixième étages au-dessous. Cette suite fait partie d'une chambres les plus chères du monde, et comprend des fresques peintes à la main, jusqu'à sept chambres à coucher et une salle de cinéma privée. Certaines chambres sont de style Biedermeier.

## Galerie

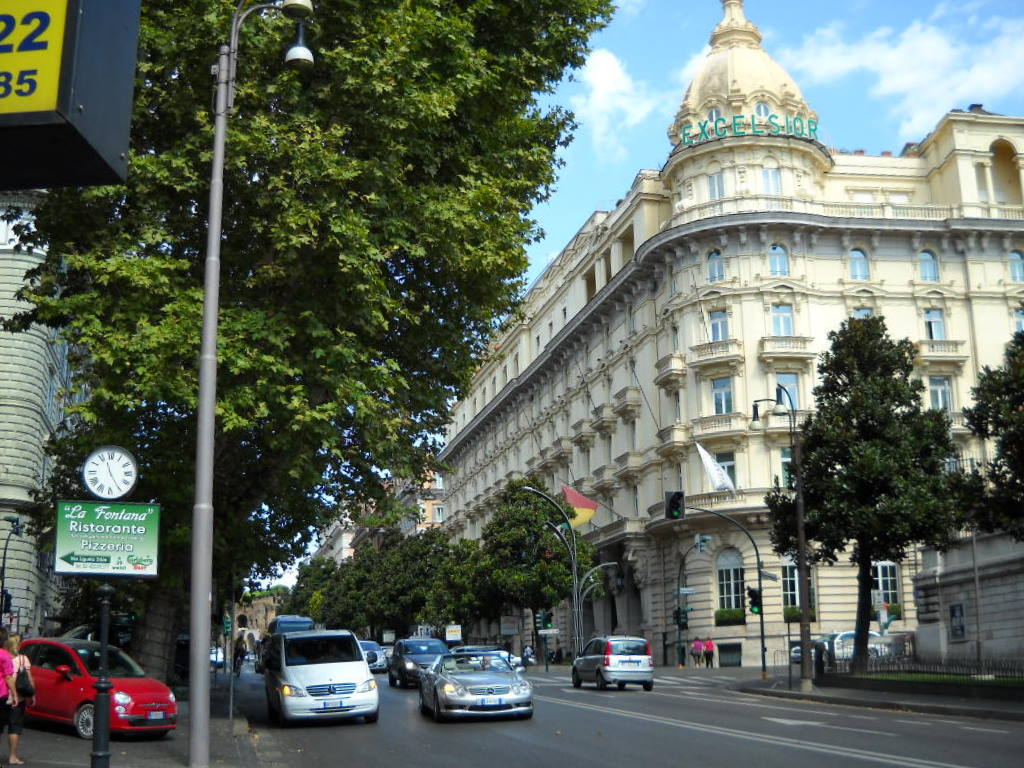
L'hôtel, sur la via Vittorio Veneto
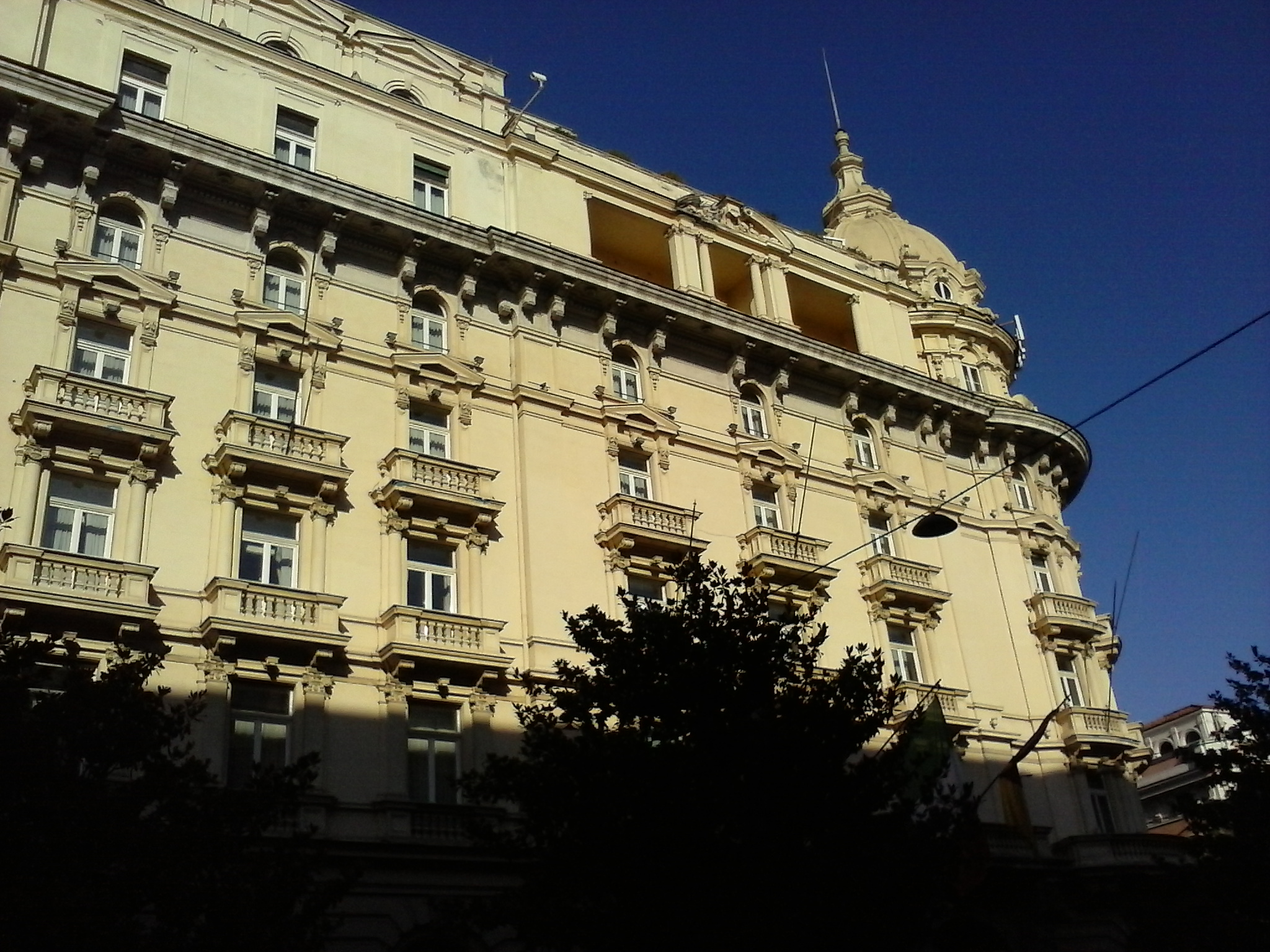